# Arno Philippsthal

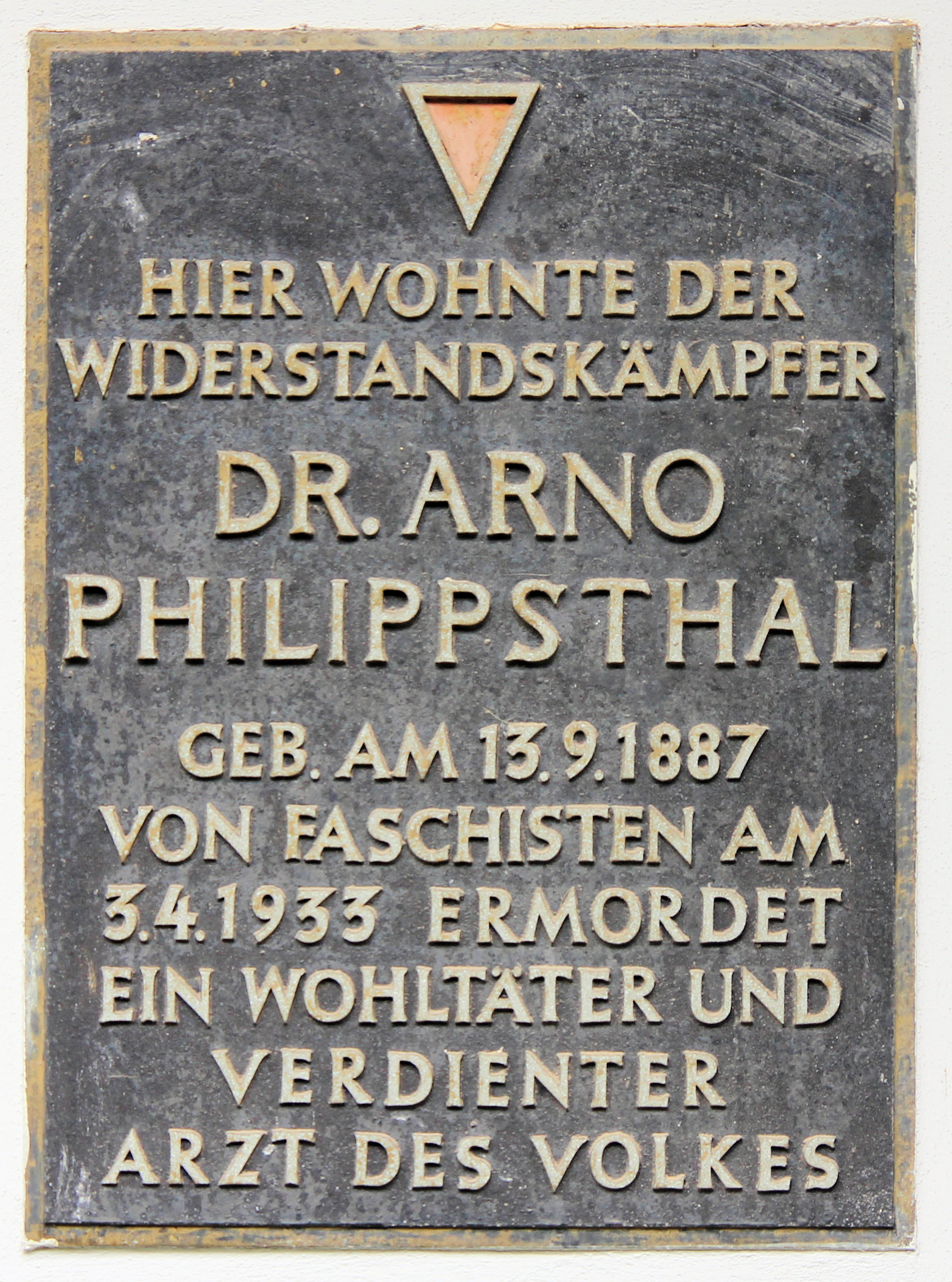
Gedenktafel am Haus Oberfeldstraße 10, in Berlin-Biesdorf

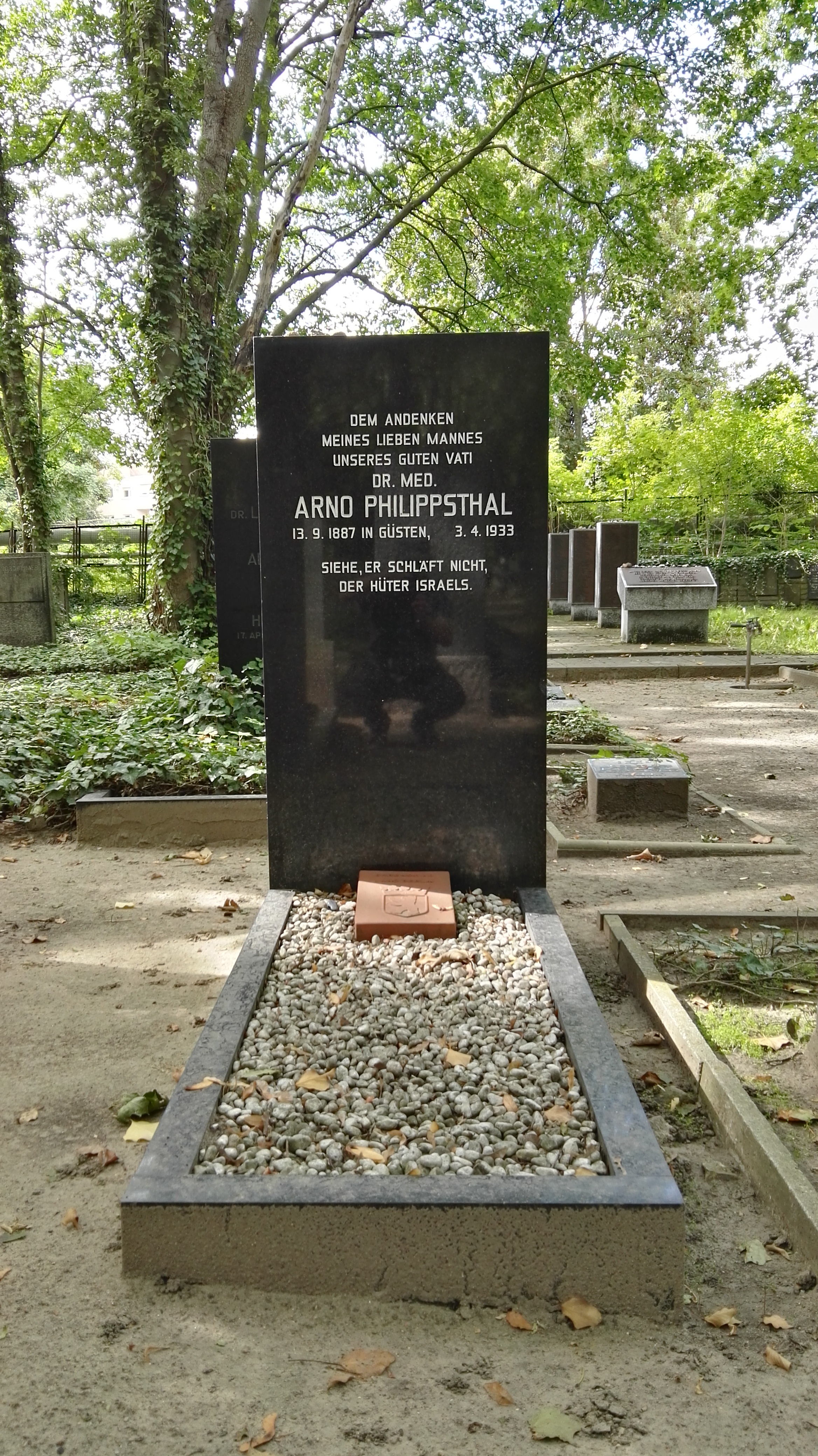
Ehrengrab

Arno Philippsthal (* 13. September 1887 in Güsten; † 3. April 1933 in Berlin) war ein deutsch-jüdischer Arzt und eines der ersten Opfer des Nationalsozialismus in Berlin.

## Leben
Er besuchte das Gymnasium in Bernburg und studierte von 1907 bis 1912 Medizin in München und Berlin. Nach seiner Approbation 1913 praktizierte er in Rogasen (Provinz Posen). 1916 heiratete er Eva, die ebenfalls jüdischer Herkunft war. Von 1914 bis 1918 nahm Arno Philippsthal als Militärarzt am Ersten Weltkrieg teil. Nach dem Krieg zog er nach Berlin und ließ sich im damaligen Vorort Biesdorf in der heutigen Oberfeldstraße 10 nieder. Sein soziales Engagement zeigte sich auch darin, dass er seine Honorarforderungen den finanziellen Möglichkeiten seiner Patienten anpasste. Nachdem 1924 seine erste Ehe gescheitert war, vermählte er sich 1927 mit seiner zweiten Frau Frieda, die keine Jüdin war.
Anfang der 1930er Jahre plante Philippsthal die Gründung einer eigenen Klinik, er hatte bereits ein Grundstück erworben. Am 21. März 1933 wurde er jedoch von mehreren SA-Männern in der Praxis ohne Begründung und Haftbefehl festgenommen. In dem SA-Gefängnis Papestraße (Kaserne der Feldpolizei) wurde er schwer misshandelt und starb am 3. April 1933 an den Eiterungen beider Gesäßhälften im Stadtkrankenhaus in Berlin-Mitte. Sein Ehrengrab befindet sich auf dem jüdischen Friedhof in Weißensee (Feld H VIII, Reihe 30). Das anhängige Berliner Ermittlungsverfahren wegen „Misshandlungen nach Festnahme durch die Feldpolizei“ wurde am 15. August 1933 durch den preußischen Justizminister Hanns Kerrl niedergeschlagen. 1948 wurden die neu aufgenommenen Ermittlungen auch wegen des Schutzhaftbefehls gegen den seinerzeitigen Sachbearbeiter bei der Polizeiabteilung im preußischen Innenministerium, Hans Mittelbach, mangels Tatverdachts eingestellt.
Seit 1979 trägt das sich in Berlin-Biesdorf befindende Pflegeheim (Einweihung des Neubaus 2000) den Namen Dr. Arno Philippsthal. In dem parkähnlichen Innenhof des Pflegeheims steht ein Gedenkstein für Philippsthal. Die angrenzende Straße wurde 2002 in Arno-Philippsthal-Straße umbenannt. Am Haus Oberfeldstraße 10, in dem er seine Arztpraxis hatte, befindet sich eine Gedenktafel für Philippsthal.

## Schriften
- Erfahrungen mit Atropinschwefelsäure, 1913. (Dissertation)